# Святой Георгий (икона Успенского собора Московского Кремля)
Святой Георгий — новгородская икона с поясным изображением Святого Георгия, происходящая из собрания Успенского собора Московского Кремля. Этот памятник станковой живописи, датируемый концом XI либо XII веком, принадлежит к числу древнейших в России.

## Происхождение
Икона, по мнению академика В. Н. Лазарева, имеет новгородское происхождение и была привезена в Москву Иваном Грозным, который вывез из Новгорода большое количество местных святынь. Икона имеет аналоги в византийских памятниках XII века и относится к византинизирующему направлению в новгородской иконописи.
Возможным заказчиком иконы мог быть князь Георгий Андреевич (младший сын Андрея Боголюбского), изгнанный в 1174 году из Новгорода и переселившийся в Грузию, где стал первым мужем царицы Тамары. Икона могла быть изображением патронального святого молодого князя и была вложена им в Георгиевский собор Юрьева монастыря.
Существует датировка иконы концом XI — началом XII веков, основанная на стилистической близости её живописи к мозаикам и фрескам Софии Киевской.

## Иконография
Древняя живопись иконы имеет хорошую сохранность (есть небольшие утраты живописи на лице, фоне и существенные утраты одежды в нижней части иконы), которую обеспечило то, что длительное время образ Георгия был покрыт сплошной тёмно-коричневой покраской, от которой её раскрыли только в 1930-е годы.
На иконе представлено поясное изображение великомученика Георгия в образе молодого воина. В правой руке он держит копьё, а в левой — меч, крестообразная рукоять которого заменяет мученический крест. Образ святого заполняет все поле иконы, и его руки вплотную касаются обрамления, что усиливает ощущение мощи его фигуры. Лик святого имеет правильную овальную форму, волосы изображены коричневыми и густыми. Глаза святого изображены большими и пристально смотрят на зрителя. Карнация беловатая, на щеках она переходит в румянец. Большое значение художник придал достоверности изображения доспехов и оружия (так, на пластинчатой броне изображены места скреплений каждой из пластин).
На обороте иконы под поздними записями находится выполненное греческим мастером, работавшим в Москве, изображение Богородицы Одигитрии, датируемое серединой XIV века. Под ним находится более ранняя живопись неизвестной степени сохранности — от записей расчищен только лик Богомладенца.